# 와바의 문제
다음은 와바의 문제에 관한 내용이다.

## 정적 자세 결정
정적인 자세 결정은 고정된 시간에서 알고 있는 특정 물체의 방향을 측정하는 별센서와 같은 광학센서등을 이용하여 현재 우주비행체의 자세를 결정하는 방법이다. 즉,
{\displaystyle A{\bf {r}}_{R}^{i}={\bf {r}}_{B}^{i}}, {\displaystyle i=1,2,\ldots ,n},
여기에서 {\displaystyle A}는 현재 우주비행체의 자세를 기준좌표계에 대하여 나타내는 방향코사인행렬이고, {\displaystyle {\bf {r}}_{R}^{i}}는 알고 있는 별의 방향을 가르키는 벡터로 기준좌표계에서 표현되어 있고, {\displaystyle {\bf {r}}_{B}^{i}}는 별센서에서 측정된 해당 별의 방향벡터로 우주비행체의 몸체좌표계로 표현되어있고, {\displaystyle n} 은 현재 고정된 시간에서 관측된 별 방향 벡터의 갯수이다. 이렇게 주어진 {\displaystyle {\bf {r}}_{R}^{i}} 와 {\displaystyle {\bf {r}}_{B}^{i}} 로 {\displaystyle A}를 결정하는 것이 정적 자세 결정 문제이다.

### 와바의 문제
정적 자세 결정 문제는 다음과 같이 {\displaystyle L(A)}의 값이 최소가 되게하는 자세, 즉 방향코사인행렬 {\displaystyle A}를 찾는 문제로 표현될 수 있다.
{\displaystyle L(A)={\frac {1}{2}}\sum _{i=1}^{n}a_{i}\|A{\bf {r}}_{R}^{i}-{\bf {r}}_{B}^{i}\|^{2}}
여기서 {\displaystyle a_{i}}는 각 측정 벡터의 잡음의 세기에 반비례하도록 가중치를 주는데 사용되는 상수이다. 이 최적화 문제는 와바(Wahba)가 처음으로 제시하였으며 와바의 문제라고 불린다.

## 퀘스트 (QUEST: Quaternion Estimation) 알고리즘
퀘스트는 슈스터 (Shuster)와오 (Oh)가 만든 방법이며 쿼터니언 (Quaternion) 추정 (Quaternion Estimation)의 줄임말이다. 퀘스트 알고리즘은 와바의 자세 최적화 결정 문제를 매우 효율적인 방법으로 푼다. 이 알고리즘은 아래와 같이 요약된다.
우선 {\displaystyle B}를 {\displaystyle {\bf {r}}_{B}^{i}} 와 {\displaystyle {\bf {r}}_{R}^{i}}를 이용하여 아래와 같이 구성한다.
{\displaystyle B=\sum _{i=1}^{k}a_{i}{\bf {r}}_{B}^{i}\left({\bf {r}}_{R}^{i}\right)^{T}}
여기서 {\displaystyle a_{i}}는 흔히 해당 측정잡음 분산의 역수가 사용된다.
아래식을 이용하여 {\displaystyle S,\sigma ,\delta ,\kappa }를 계산한다.
{\displaystyle S=B+B^{T},}
{\displaystyle \sigma ={\text{trace}}(B),}
{\displaystyle \delta ={\text{det}}(S),}
{\displaystyle \kappa ={\text{trace}}\left[{\text{adj}}(S)\right]}
여기서 det({\displaystyle \cdot )}는 행렬식이고 adj({\displaystyle \cdot })는 수반(adjugate) 행렬(고전적_수반_행렬)이고, 이는 다음과 같이 주어진다.
{\displaystyle \kappa =(s_{22}s_{33}-s_{23}^{2})+(s_{11}s_{33}-s_{13}^{2})+(s_{11}s_{22}-s_{12}^{2})}
여기서 {\displaystyle s_{ij}}는 {\displaystyle S}의 i번째 행 j번째 열의 값이다.
{\displaystyle {\bf {z}}}를 다음과 같이 구성한다.
{\displaystyle {\bf {z}}=\sum _{i=1}^{k}a_{i}{\bf {r}}_{B}^{i}\times {\bf {r}}_{R}^{i}}
와바의 문제는 다음과 같은 {\displaystyle 4\times 4} 행렬 {\displaystyle K}에 대해
{\displaystyle K={\begin{bmatrix}S-\sigma I_{3}&{\bf {z}}\\{\bf {z}}^{T}&\sigma \end{bmatrix}}}
고유치 문제를 아래와 같이 푸는데, 여기서 최대 고유치를 찾는 문제로 바뀐다.
{\displaystyle K{\bf {q}}=\lambda {\bf {q}}}
이 고유치 문제는 아래 4차다항식 방정식을 만족하는 최대크기의 {\displaystyle \lambda }를 계산하는 문제로 바뀐다. 즉,
{\displaystyle f(\lambda )=\lambda ^{4}-(a+b)\lambda ^{2}-c\lambda +(ab+c\sigma -d)=0}
여기서 계수를 아래와 같이 계산한다.
{\displaystyle a=\sigma ^{2}-\kappa ,b=\sigma ^{2}+{\bf {z}}^{T}{\bf {z}},c=\delta +{\bf {z}}^{T}S{\bf {z}},d={\bf {z}}^{T}S^{2}{\bf {z}}}
이 다항식을 0 이 되게하는 가장 큰 {\displaystyle \lambda ^{*}}를 구하는데는 흔히 Newton-Raphson 방법이 (뉴턴_방법) 쓰인다.  Newton-Raphson 방법을 사용할 때 초기 {\displaystyle \lambda ^{*}}의 값은 보통 1에서 출발한다. 그 이유는 최대 {\displaystyle \lambda ^{*}}이 1 근처에 있는 것으로 알려져있기 때문이다.
{\displaystyle \lambda ^{*}}를 계산했으면, 다음단계는 아래와 같다.
{\displaystyle {\bf {y}}^{*}=\left[(\sigma +\lambda ^{*})I_{3}-S\right]^{-1}{\bf {z}}}
그러면 최적의 쿼터니언 ({\displaystyle q^{*}})은 다음과 같이 계산된다.
{\displaystyle q^{*}={\dfrac {1}{\sqrt {1+\|{\bf {y}}^{*}\|^{2}}}}{\begin{bmatrix}{\bf {y}}^{*}\\1\end{bmatrix}}}